# Atlantic (película de 1929)
Atlantic, también conocida como Titanic: Desastre en el Atlántico (en inglés: Titanic: Disaster in the Atlantic) en su lanzamiento para plataformas de Streaming y formato casero), es una película británica de 1929 basada en el transatlántico RMS Titanic y situada a bordo de un barco de ficción, llamado Atlantic. La sinopsis principal gira en torno a un hombre que tiene una relación de a bordo con una pasajera, que finalmente es descubierto por su esposa. El buque también tiene a bordo una pareja de ancianos, los Rools, que están en su crucero de aniversario. A medio camino a través del océano Atlántico, el Atlantic choca contra un iceberg y se daña hasta el punto en que se hunde en el Océano Atlántico. La escasez de botes salvavidas hace que la tripulación sólo permita a las mujeres y los niños embarcar en los botes. La Sra. Rool se niega a dejar a su marido y, después de que los botes se hayan ido, todos los viajeros se reúnen en la cubierta y cantan "Nearer, My God, to Thee"; mientras se hunde el Atlantic en el océano.

## Producción

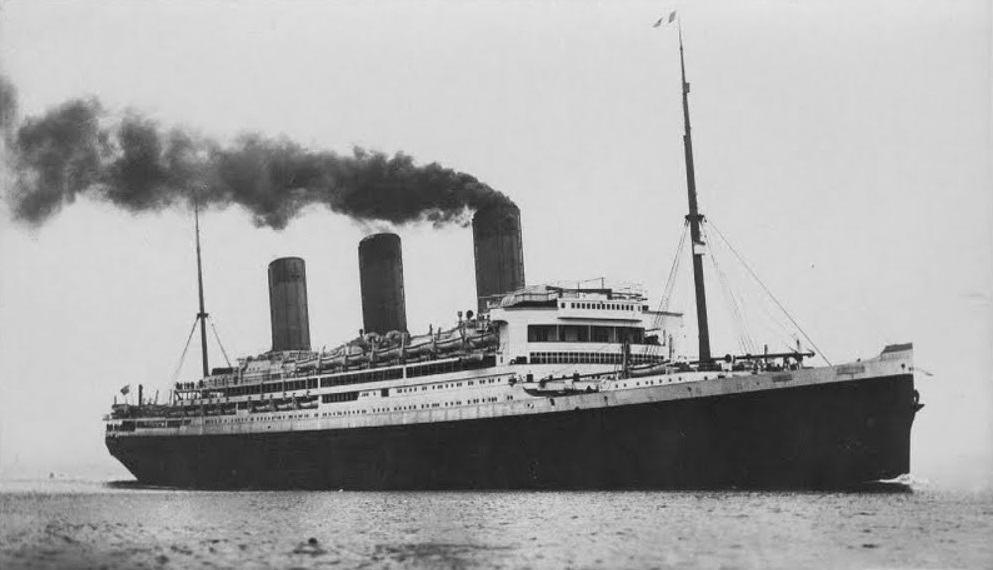
Los interiores del, un transatlántico de la década de 1920, fueron usados para rodar algunas de las escenas de la película Atlantic.

La película fue rodada a bordo del barco RMS Majestic, de la naviera White Star Line. El filme iba a titularse originalmente Titanic, pero finalmente se rebautizó como Atlantic por la amenaza de varios pleitos. La White Star Line, propietaria del Titanic, todavía operaba en aquel momento, y de hecho también había contado en su flota un barco llamado RMS Atlantic, hundido en 1873. La escena final de la película iba a mostrar al barco hundiéndose, pero decidió eliminarse a última hora por miedo a enfadar a los supervivientes del Titanic.

### Sonido
Atlantic fue una de las primeras películas británica que contaron con la banda sonora registrada en el propio film (tecnología "sound-on-film"), y fue de hecho la primera película sonora en Alemania. En el Reino Unido, fue distribuida tanto en versión muda como sonora. La versión francesa fue el cuarto filme sonoro francés.
Al tratarse de la primera película sonora acerca del hundimiento del Titanic, se trata del primer filme que incorpora la canción "Nearer, My God to Thee", la cual es interpretada por la orquesta del barco y cantada por los pasajeros y la tripulación.

## Supuesta escena eliminada
En YouTube corre un bulo de que Atlantic tuvo una escena eliminada, sin embargo, las escenas son de las películas Titanic de 1953 y La Última Noche del Titanic de 1958, sobre todo la escena dónde el Atlantic "se hunde", que es en realidad parte de una escena de la película Titanic de 1953 donde se muestra una escena alternativa del hundimiento que no quedó en el corte final en la película.

## Versiones en idioma alemán, francés y muda
La película contó con una versión en alemán de la película Atlantic de 1929 realizada en los estudios Elstree por la British International Pictures.

Tras la introducción de las películas sonoras, las principales compañías cinematográficas intentaron atender a diferentes mercados produciendo versiones de sus películas en varios idiomas. Atlantic se estrenó en cuatro versiones: inglés, francés, alemán y mudo, para cines que aún no se han convertido al nuevo formato. La película fue la primera película totalmente hablada que se estrenó en Alemania, donde fue un gran éxito. Está basada en la obra de 1929 The Berg de Ernest Raymond, que a su vez se basó en el desastre del Titanic.

## Reparto
- Franklin Dyall - John Rool
- Madeleine Carroll - Monica
- John Stuart - Lawrence
- Ellaline Terriss - Alice Rool
- Monty Banks - Dandy
- Donald Calthrop - Pointer
- John Longden - Lanchester
- Arthur Hardy - Maj Boldy
- Helen Haye - Clara Tate-Hughes
- D.A. Clarke-Smith - Freddie Tate-Hughes
- Joan Barry - Betty Tate-Hughes